# Ринок Каза-Амарела

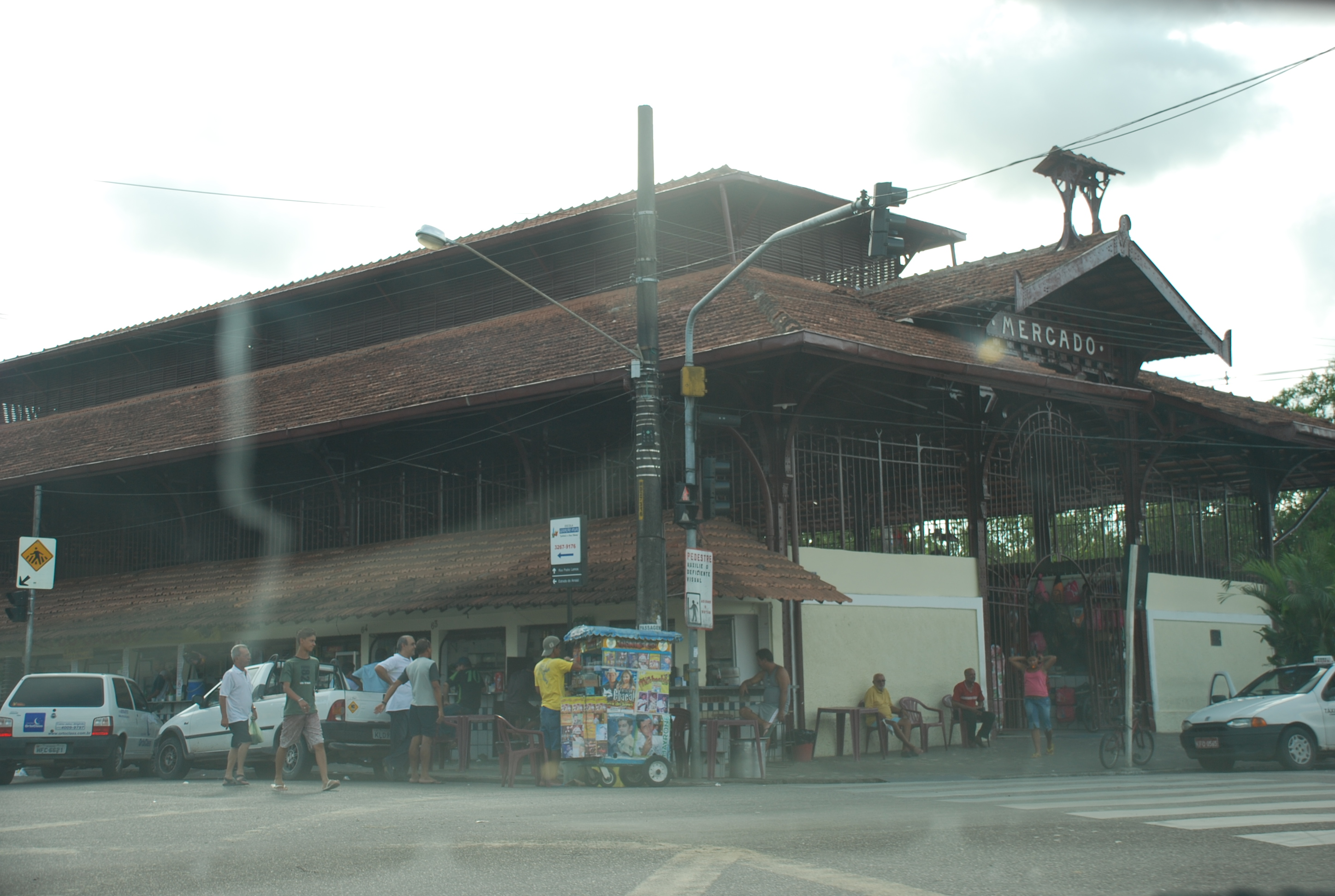
Ринок Каза-Амарела

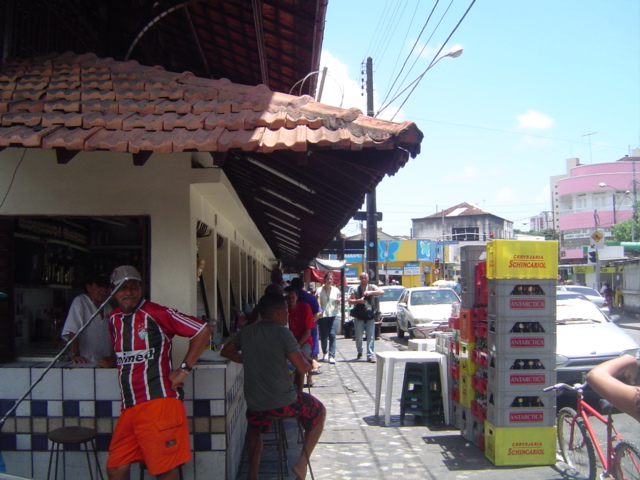
Бари і ресторани на ринку, відкриті 24 години на добу.

Ринок Каза-Амарела (порт. Mercado público de Casa Amarela) — один з головних ринків міста Ресіфі. Він був відкритий 9 листопада 1930 року та розташований в районі Каза-Амарела.
Ринок знаходився на поруч з Ярмарку Каза-Амарела, найбільшим ярмарком міста, на куту вулиць Падре Лемуса і Арраял, напроти знаменитої «Каза Амарела» («жовтого будинку»), що надала назву району.
На зовнішній стороні ринку розташовані численні популярні ресторани і бари, що також привертають багато відвідувачів до ринку та працюють 24 години на добу.
На ринку можна придбати різноманітні продукти, у тому числі м'ясо, рибу, раків, овочі, зелень, квіти, дрібні промислові вироби, вироби мистецтва, вироби з соломи та глини.
Будівля ринку збудована цілком із заліза, її дах вкритий французькою черепицею. матеріал для будівництва був узятий з колишнього ринку Каганга, демонтованого у 1928 році. У 1982 році до ринку була прибудована додаткова будівля для задовільнення зростаючого числа торговців та відвідувачів.

## Ресурси Інтернету
- Mercado de Casa Amarela [Архівовано 14 березня 2010 у Wayback Machine.] Prefeitura do Recife
- Mercado de Casa Amarela [Архівовано 27 вересня 2007 у Wayback Machine.] Fundação Joaquim Nabuco